# Doppelhobel

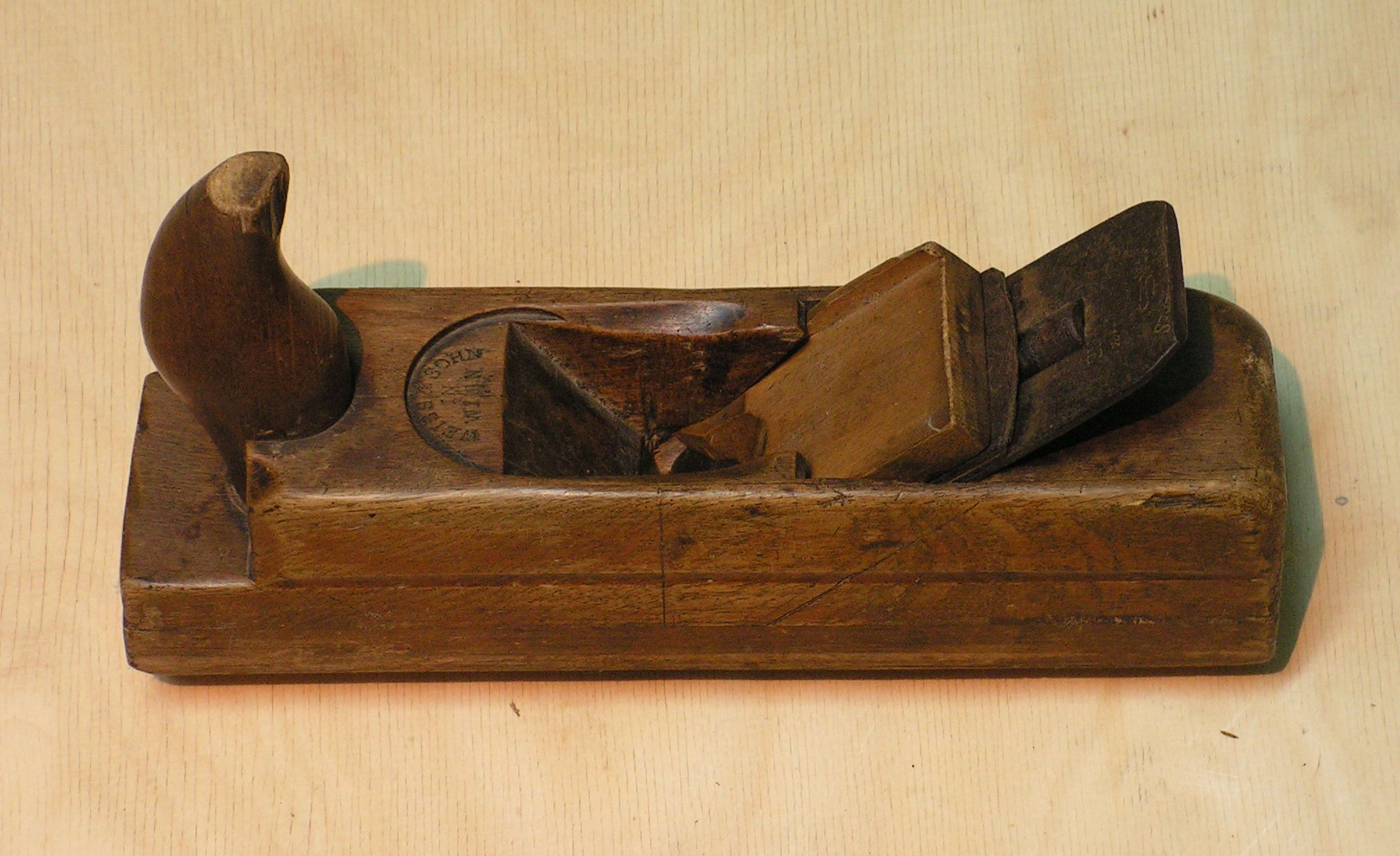
Doppelhobel

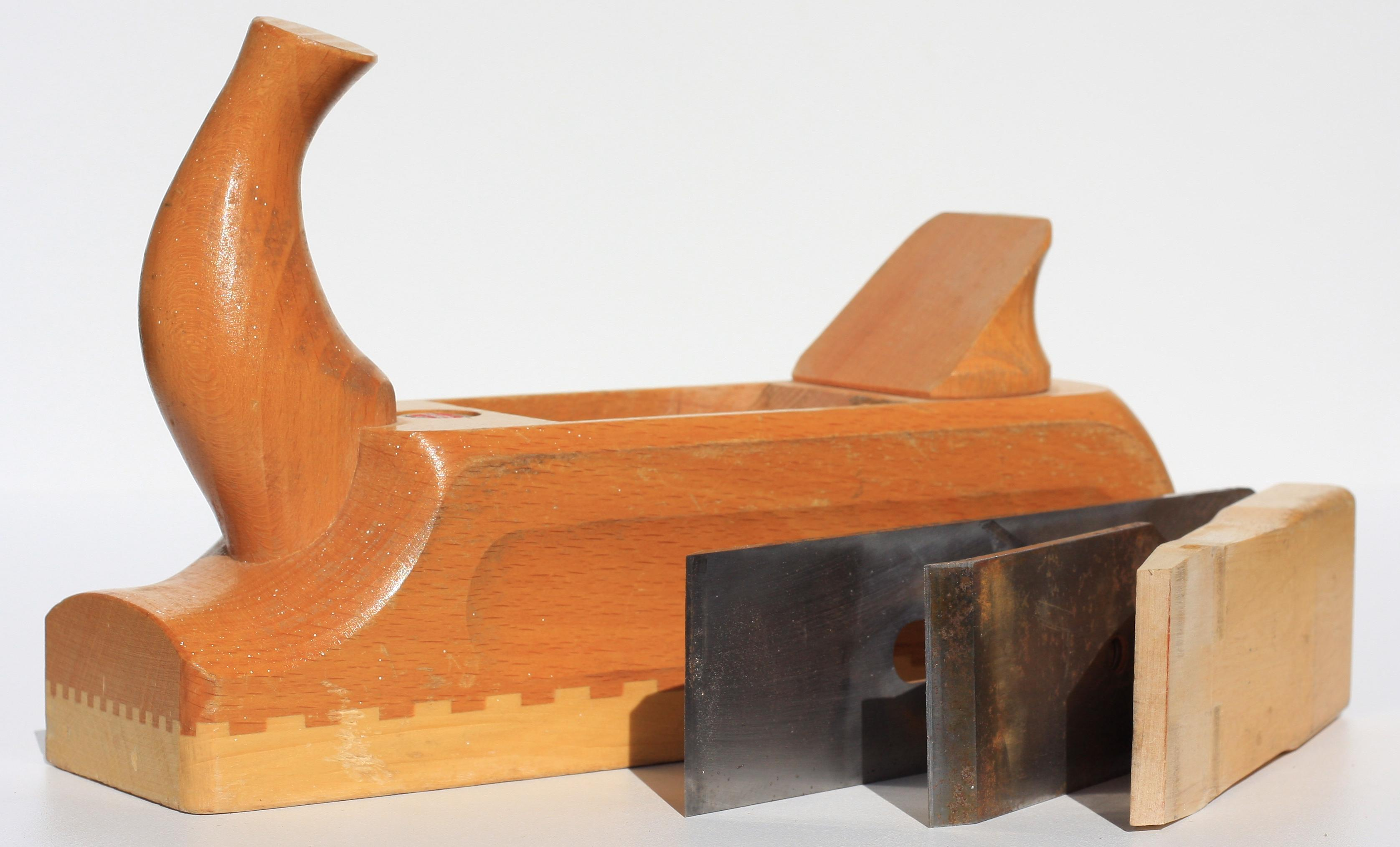
Doppelhobel

Der Doppelhobel ist ein Handhobel zur spanenden Bearbeitung von Werkstücken aus Holz.
Mit dem Doppelhobel werden mit Schrupp- und Schlichthobel gehobelte Oberflächen versäubert und auf Maß gebracht, sowie kleinere Werkstücke, für die die Raubank zu groß ist, geebnet, mit Winkelkanten versehen und gefügt. Die weitere Bearbeitung erfolgt durch Putzen mit Putzhobel oder Ziehklinge und durch Schleifen.

## Aufbau
Der Hobelkörper besteht meist wie bei anderen Hobeln aus Rotbuche mit einer Hobelsohle aus Hainbuche, bei besseren Ausführungen aus Pockholz. Das Hobeleisen steht in einem Schnittwinkel von 45 Grad und ist mit einer Klappe, auch Spanbrecher genannt, versehen. Diese „bricht“ den abgenommenen Span etwa einen Millimeter hinter der Schneide und verhindert somit ein Ausreißen vor der Schneide in der erzeugten Fläche. Mit dem Doppelhobel kann auch gegen die Faser gearbeitet werden.

## Gebrauch im Produktionsbetrieb
Der Doppelhobel wird noch häufig verwendet, jedoch in den seltensten Fällen zum Aushobeln von Holzbrettern. Er ist dennoch Teil der Standardausrüstung eines jeden Tischlers auf der Montage, oft jedoch in einer Ausführung mit Metallkörper und Wechselmessern. Er wird zum Beispiel in der Bauschreinerei anstelle eines Schleifklotzes zum „Brechen“ von Schnittkanten gebraucht.

Doppelhobel mit Metallsohle für Baustellen
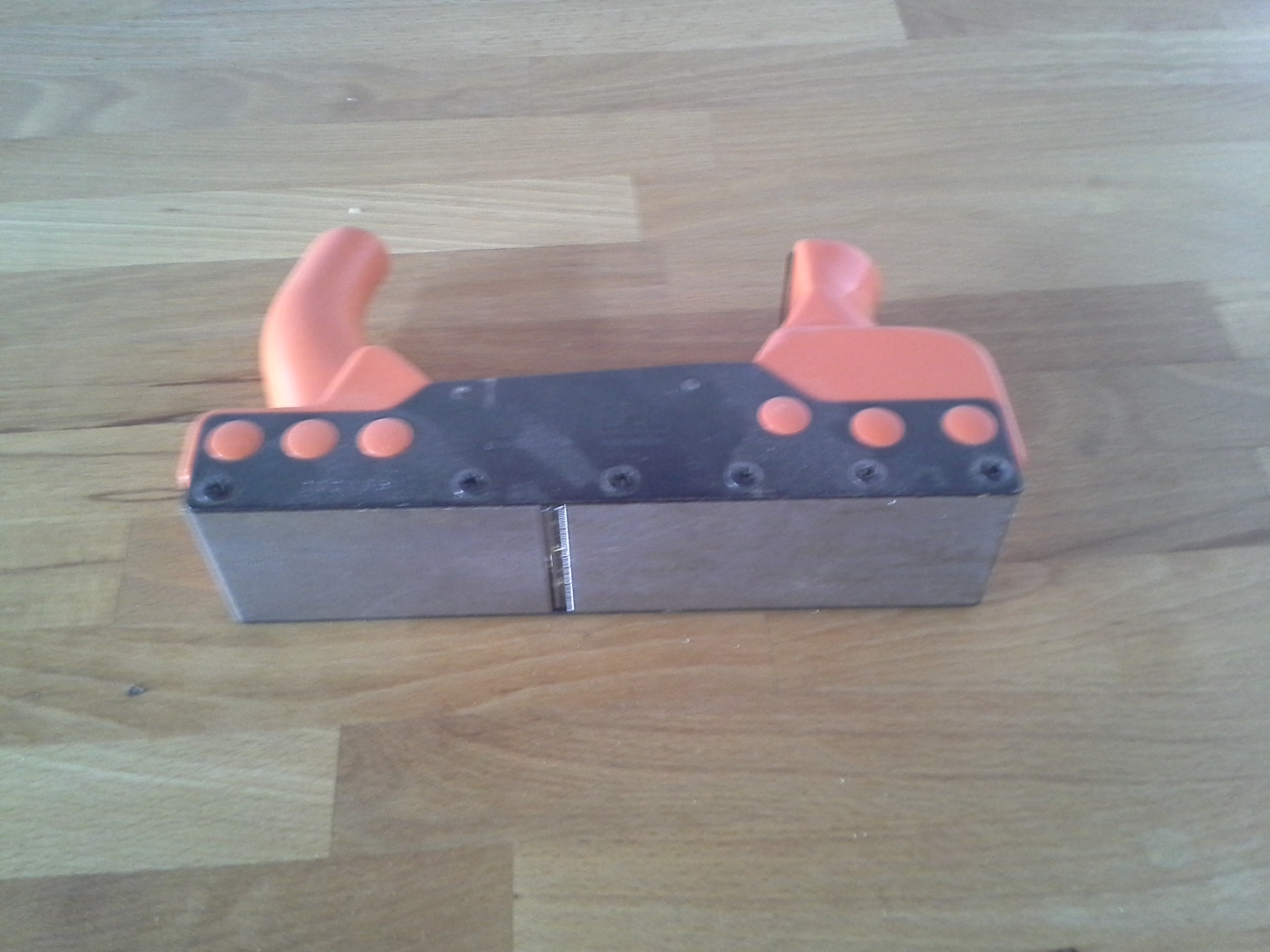
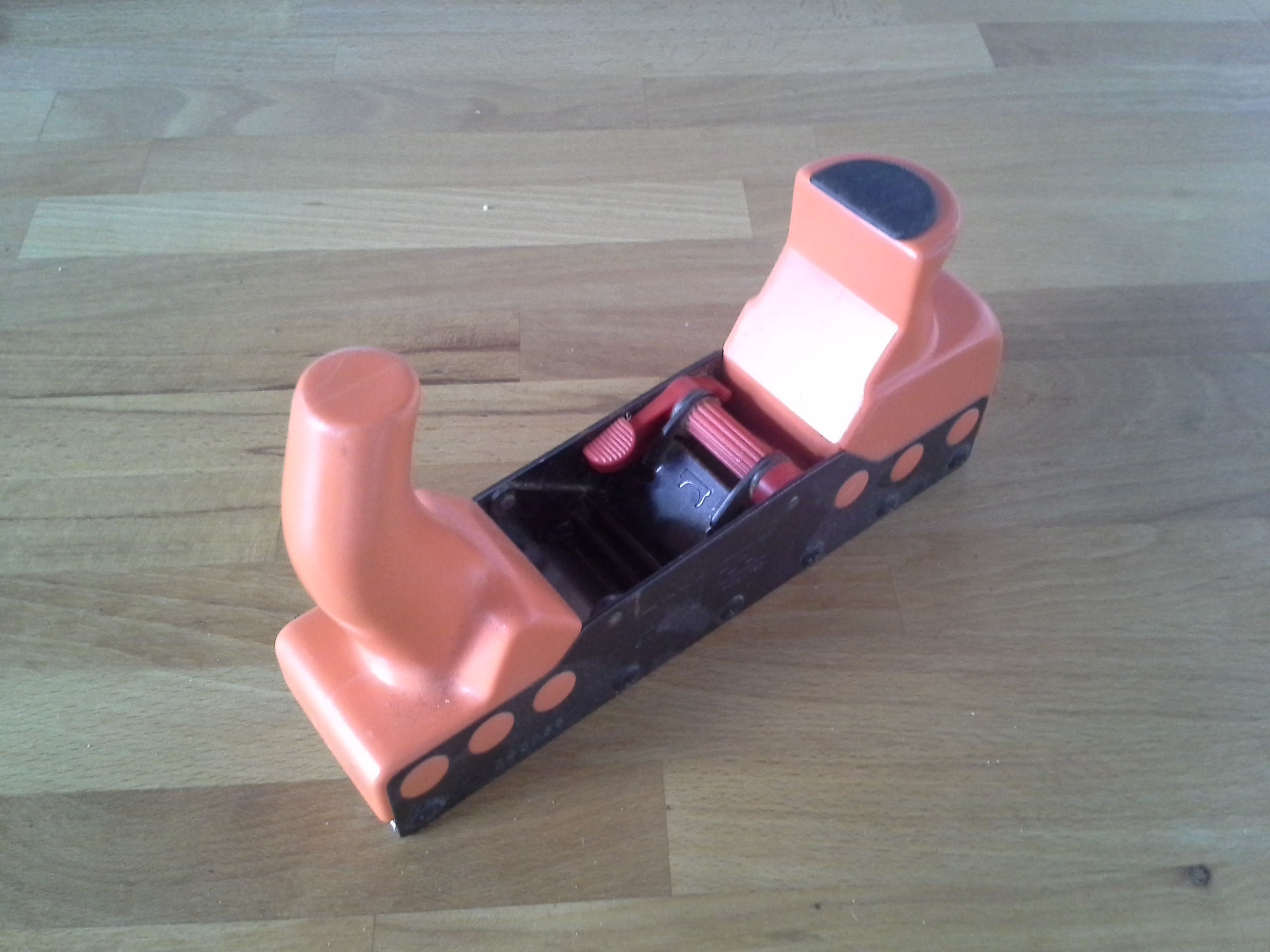